# Malko Tarnovo
Malko Tarnovo(en bulgare Малко Търново trl. Malko Tǎrnovo) est une ville située dans le sud-est de la Bulgarie, à 5 km de la frontière turque.

## Géographie
La ville de Malko Tarnovo est située à l'extrémité sud-est de la Bulgarie, à 435 km à l'est-sud-est de Sofia.
Le village est le chef-lieu de la commune de Malko Tarnovo, qui fait partie de la région de Bourgas.

## Galerie

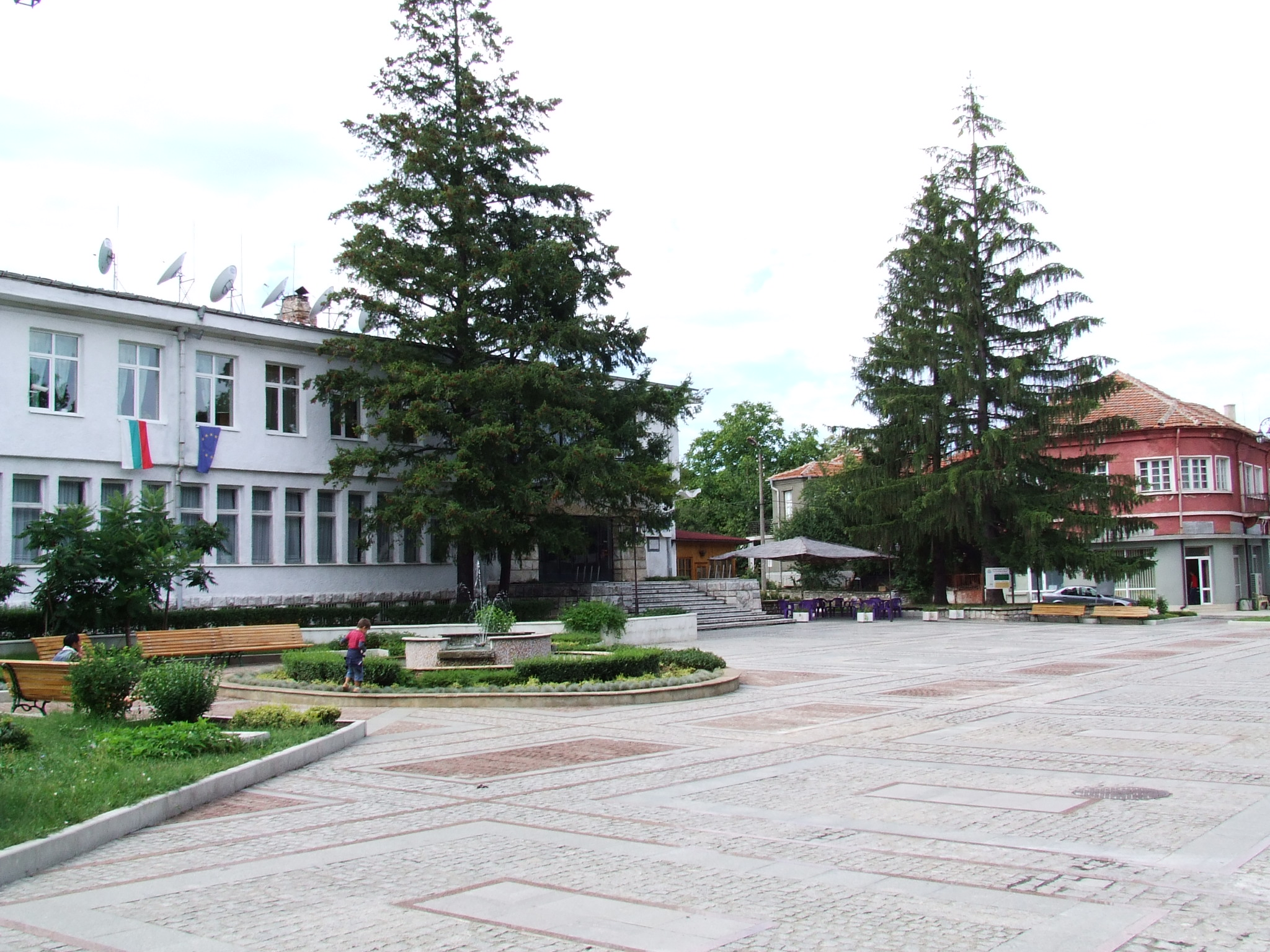
La mairie de Malko Tarnovo et la place centrale
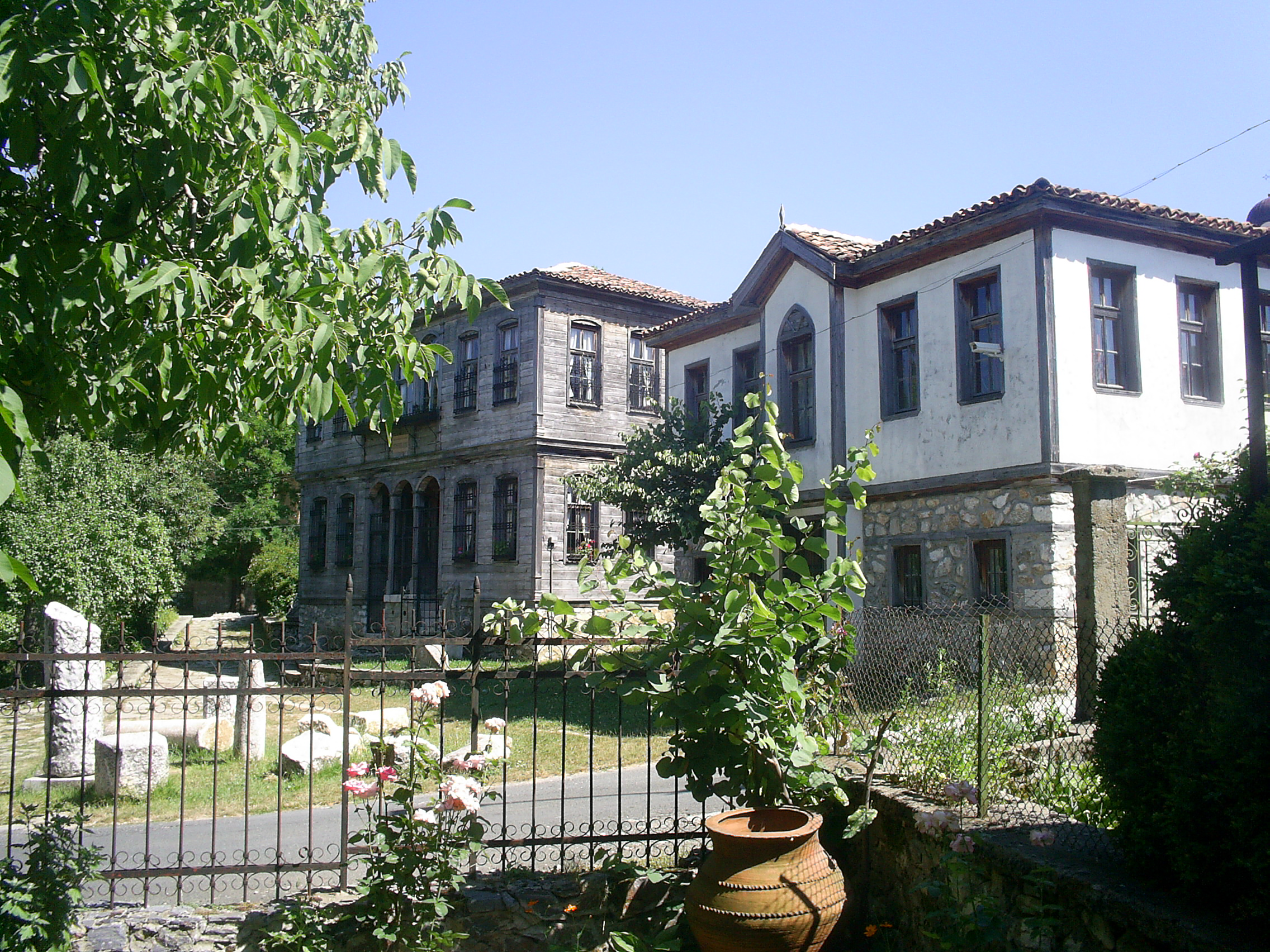
Le musée archéologique et historique de Malko Tarnovo
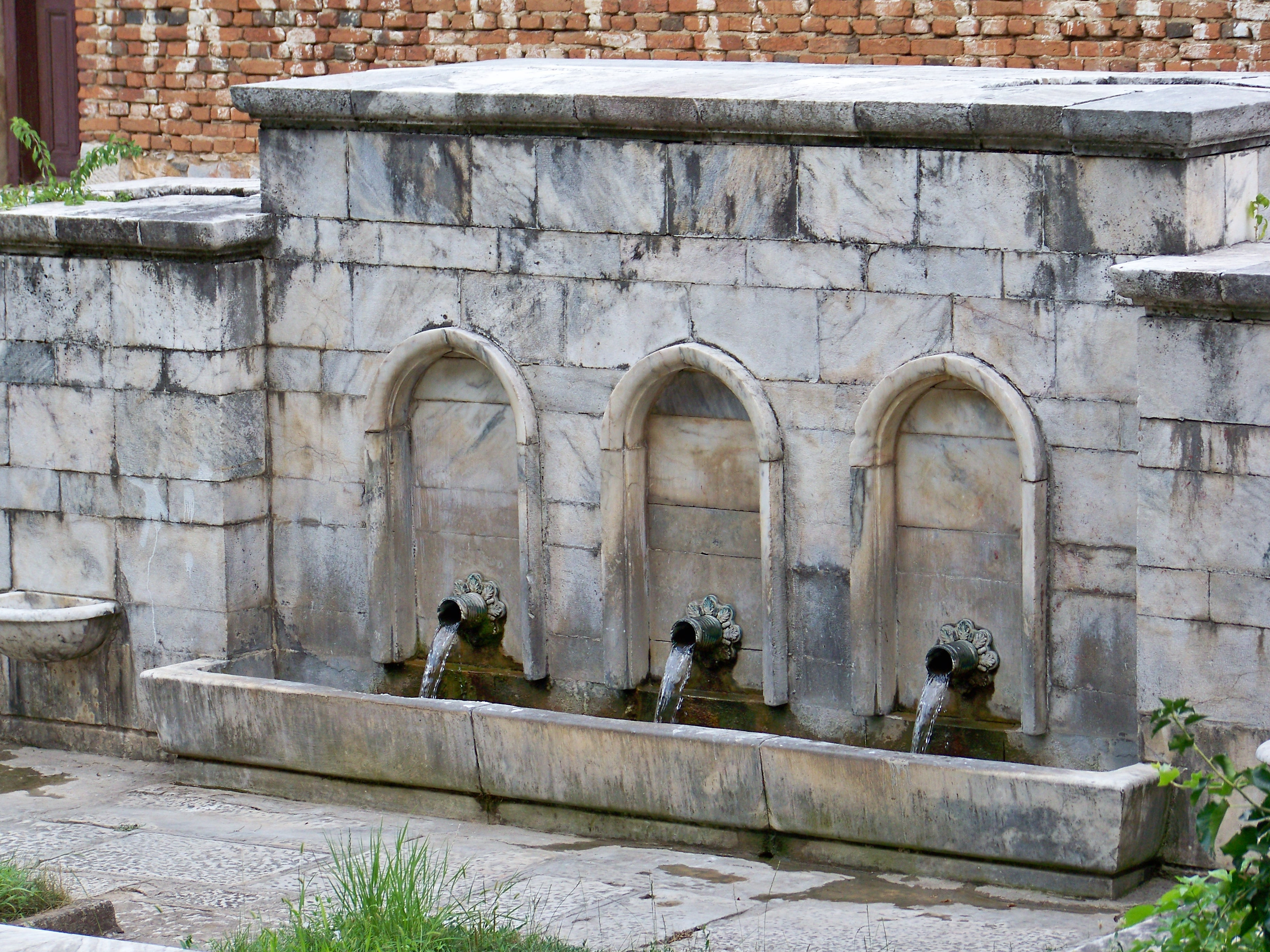
Ancienne fontaine dans le centre-ville
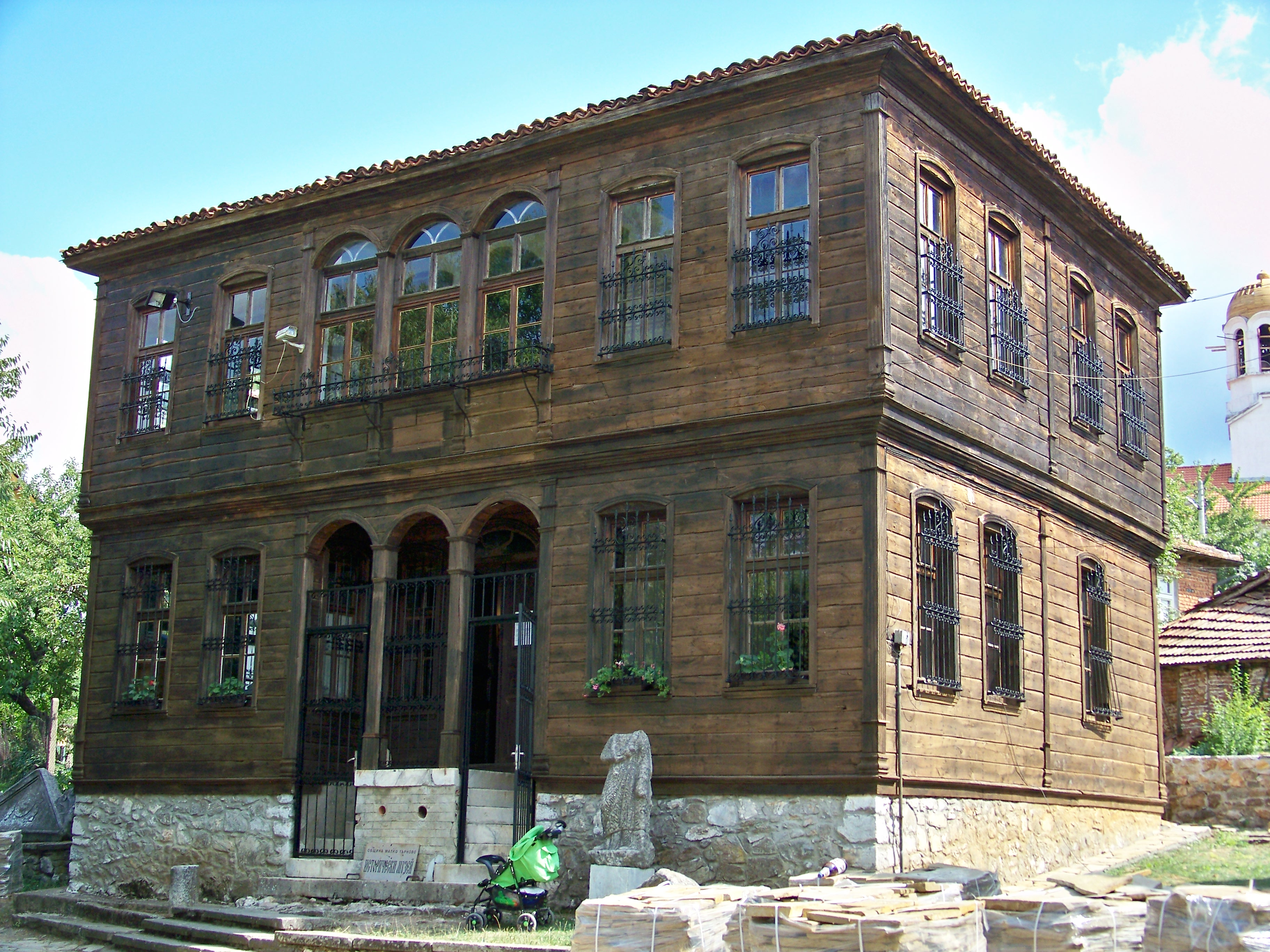
Vieille maison en bois du XIXe siècle
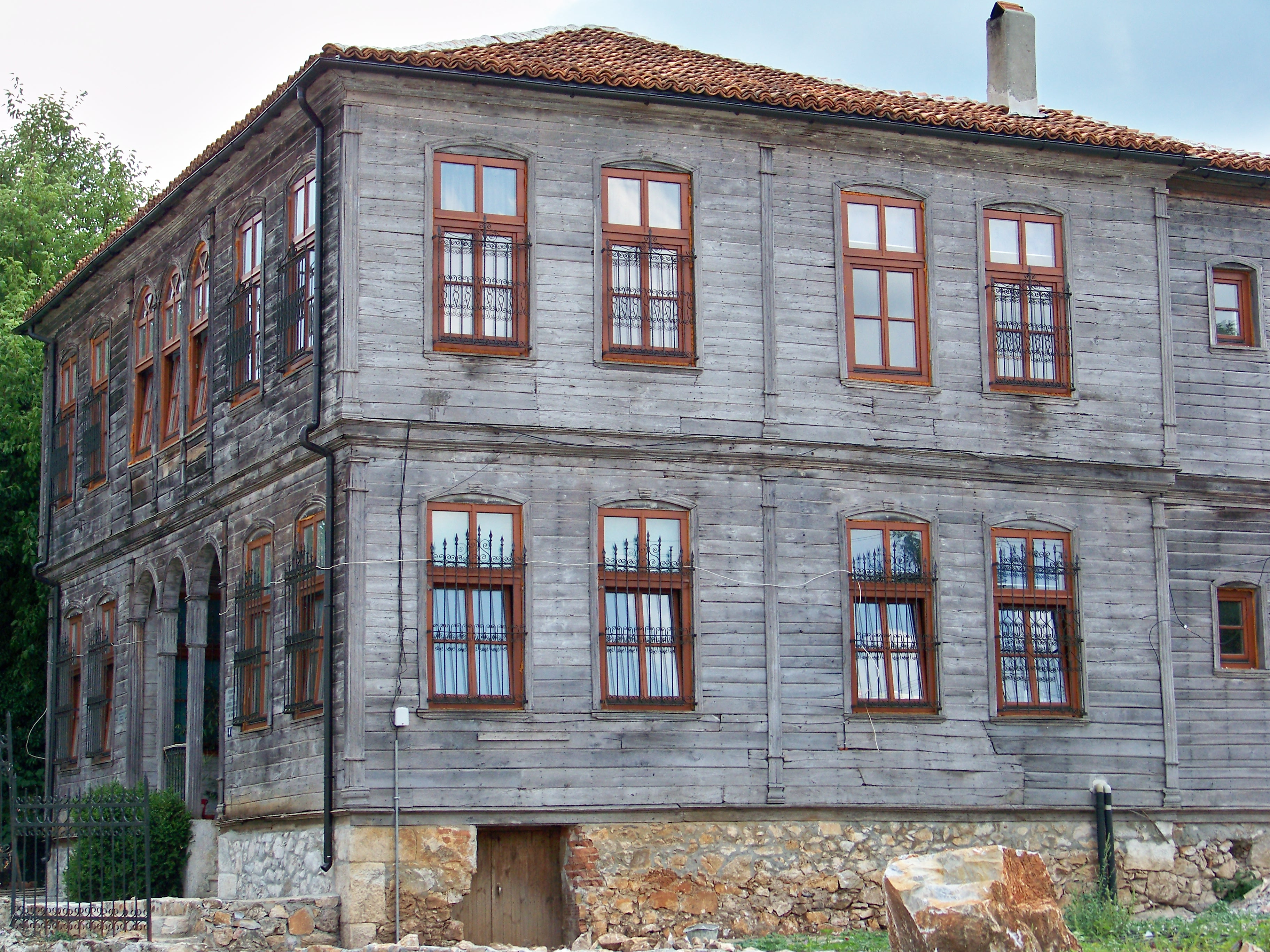
Vieille maison en bois du XIXe siècle
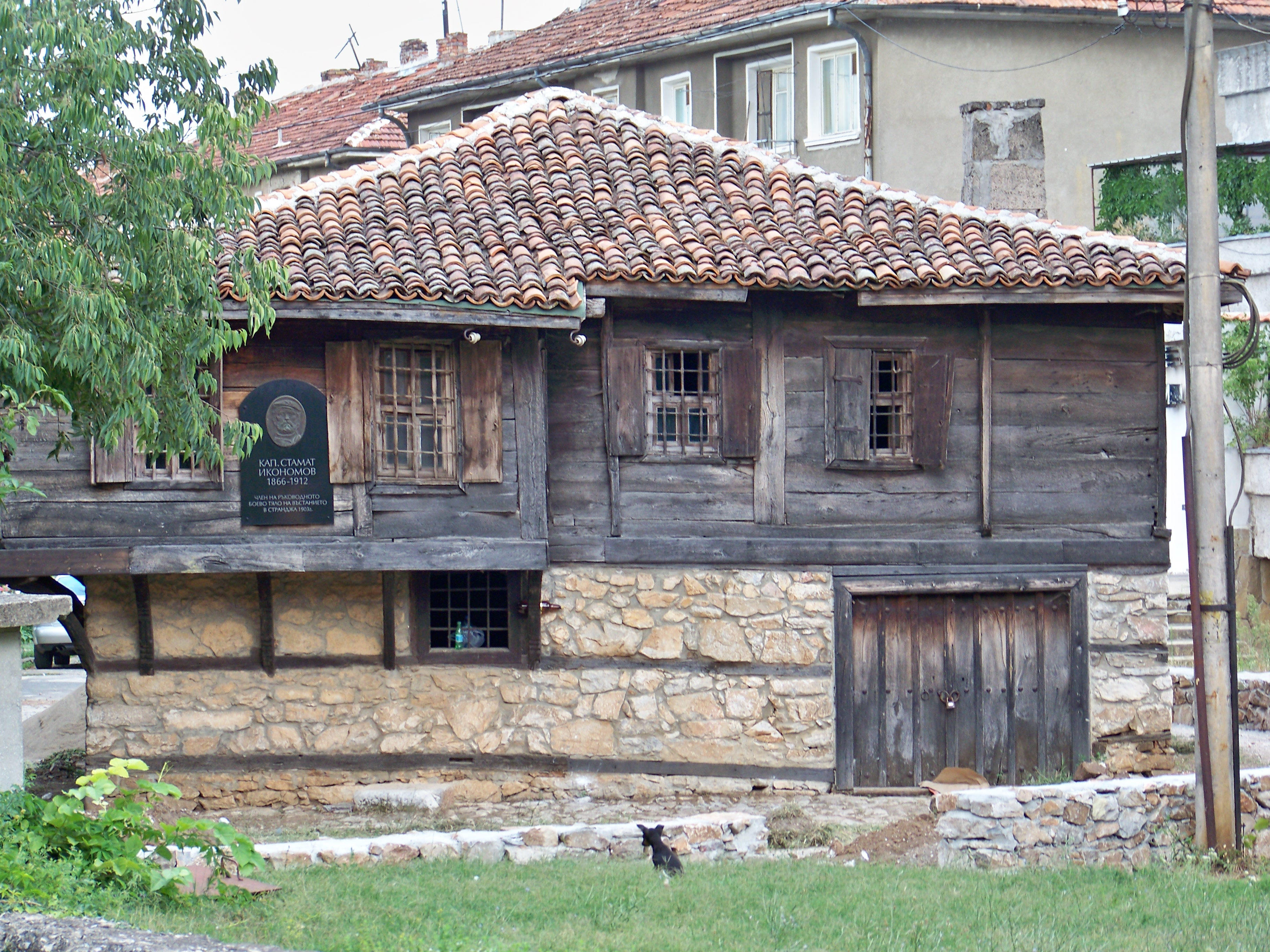
Vieille maison en bois du début du XIXe siècle